# Ireneusz Jeleń
Ireneusz Jeleń (Cieszyn, 1981. április 9. –) lengyel válogatott labdarúgó.
A lengyel válogatott tagjaként részt vett a 2006-os világbajnokságon.

## Sikerei, díjai
Wisła Płock
- Lengyel kupa (1): 2005–06